# Xã Benton, Quận Monroe, Indiana
Xã Benton (tiếng Anh: Benton Township) là một xã thuộc quận Monroe, tiểu bang Indiana, Hoa Kỳ. Năm 2010, dân số của xã này là 3.358 người.